# Zdzisław Ruziewicz
Zdzisław Ruziewicz (ur. 13 czerwca 1925 we Lwowie; zm. 22 grudnia 1997) – polski fizykochemik, profesor Politechniki Wrocławskiej.
Dzieciństwo i młodość spędził we Lwowie. Uczył się w VIII Państwowym Gimnazjum im. Króla Kazimierza Wielkiego we Lwowie (w czasie okupacji sowieckiej zamienionym na Średnią Szkołę Nr 14), gdzie jego nauczycielem był m.in. germanista Jan Zakrzewski, a kolegą szkolnym Zbigniew Herbert. Na Uniwersytecie Lwowskim rozpoczął studia chemiczne, które ukończył po wojnie we Wrocławiu.  Pracę doktorską obronił w 1960 roku. Po uzyskaniu tytułu doktora, zainteresował się spektroskopią związków organicznych. W 1967 uzyskał habilitację za pracę o quasiliniowych widmach luminescencji. Tytuł profesora nauk chemicznych uzyskał w roku 1982. Wraz z Krzysztofem Pigoniem jest autorem podręcznika „Chemia fizyczna”.
W 1955 został odznaczony Medalem 10-lecia Polski Ludowej.